# Contra (álbum)
Contra es el segundo álbum, de la banda de indie rock Vampire Weekend. El álbum fue anunciado el 15 de septiembre de 2009 y fue lanzado en el Reino Unido el 11 de enero de 2010, y lanzado el 12 de enero en los EE. UU., Sin embargo, el álbum ya estaba disponible el 8 de enero en iTunes.  Al igual que su álbum debut homónimo, Contra fue lanzado por XL Recordings. "Horchata" fue lanzado como una descarga gratuita el 5 de octubre de 2009 en el sitio web del grupo. El primer sencillo es "Cousins", y será acompañado por un 7", y un vídeo musical. El álbum estuvo disponible para streaming en MySpace a partir del 3 de enero de 2010. También se dispone actualmente para la transmisión de su web oficial, como de 5 de enero de 2010. Es el primer álbum de la banda que alcanza el puesto # 1 en el Billboard 200, y el álbum n. 12 distribuido de forma independiente en la historia en alcanzar el puesto # 1 desde que Nielsen Soundscan comenzó a registrar datos en 1991.

## Tracks
| N.º | Título                | Duración |  |
| 1.  | «Horchata»            | 3:26     |  |
| 2.  | «White Sky»           | 2:58     |  |
| 3.  | «Holiday»             | 2:18     |  |
| 4.  | «California English»  | 2:30     |  |
| 5.  | «Taxi Cab»            | 3:55     |  |
| 6.  | «Run»                 | 3:52     |  |
| 7.  | «Cousins»             | 2:25     |  |
| 8.  | «Giving Up the Gun»   | 4:46     |  |
| 9.  | «Diplomat's Son»      | 6:01     |  |
| 10. | «I Think Ur a Contra» | 4:29     |  |

| iTunes Bonus Tracks |                                              |          |  |
| N.º                 | Título                                       | Duración |  |
| 11.                 | «Giant»                                      | 2:50     |  |
| 12.                 | «California English, Pt. 2 (Pre-order Only)» | 2:57     |  |

| Release Bonus Disc |                                         |          |  |
| N.º                | Título                                  | Duración |  |
| 1.                 | «Contramelt A»                          | 6:11     |  |
| 2.                 | «Contramelt B»                          | 4:36     |  |
| 3.                 | «Cousins (Toy Selectah Mex-More Remix)» | 3:20     |  |

## Chart performance
| Charts (2010)               | Peak position |
| --------------------------- | ------------- |
| Australian Albums Chart     | 2             |
| French Albums Chart         | 15            |
| French Digital Albums Chart | 2             |
| Irish Albums Chart          | 4             |
| UK Albums Chart             | 3             |
| UK Indie Chart              | 1             |
| U.S. Billboard 200          | 1             |